# 圜丘坛 (韩国)
圜丘壇（：／ Hwangudan */?，也寫作圓丘壇），又称祭天壇，是朝鲜半岛君主祭天的祭坛，位於首爾特別市中區，性质与中国的天坛相似。首尔的祭天坛在设计布局上与北京天坛非常相似，有与祈年殿、圜丘坛(환구단)、皇穹宇(황궁우)等类似的建筑。1967年7月15日，祭天壇被指定为史蹟第157号。

## 历史
据《三国志·乌丸鲜卑东夷传》记载，高句丽和东濊在朝鲜三国时代和前三国时期就举行十月祭天仪式。到高丽王朝时期，高丽成宗是第一个举行祭天仪式的高丽君主，并将祭天仪式规范化。这些祭天仪式主要是祈求农业丰收。高丽的祭天仪式在高丽后期被终止。朝鲜王朝时期，朝鲜世祖复兴了祭天仪式。但是由于祭天是天子的行为，在世祖继位的第10年，祭天仪式因为来自明朝皇帝的压力而停止。1897年，高宗称帝建立大韩帝国后，再次設壇祭天。
圜丘壇1897年建于首尔南山和北汉山之间的风水宝地。並由建築師沈宜錫 (심의석) 完成圜丘壇、皇穹宇與石鼓壇等建物。圜丘壇的外观被设计成太阳和月亮的形状。圜丘壇的祭坛是一个由花岗岩建成的三层建筑。在圜丘壇的正上方是一个黄色圆锥形屋顶建筑。1913年，圜丘壇被日本人拆除，興建為朝鮮鐵道飯店，光復後現為威斯汀朝鮮酒店。由於現存皇穹宇、石鼓、三門 (삼문) 和復舊的正門緊鄰飯店，故常被觀光客誤認是飯店花園。
1967年，圜丘壇被列入韩国文化遗产之列。2008年，依據《高宗大禮儀軌》重現了祭天儀式「圜丘大祭」。

## 圖片

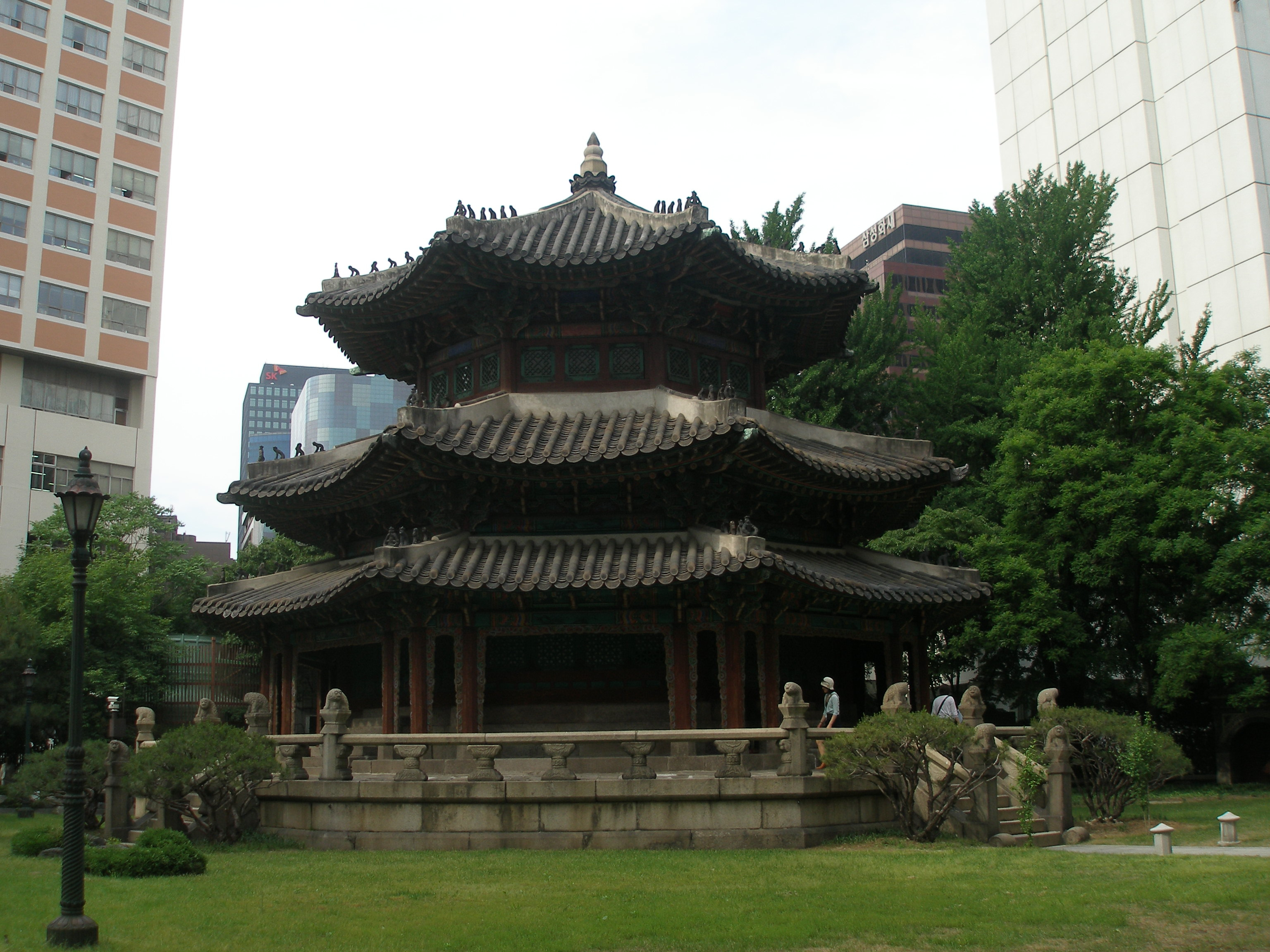
圜丘壇之皇穹宇
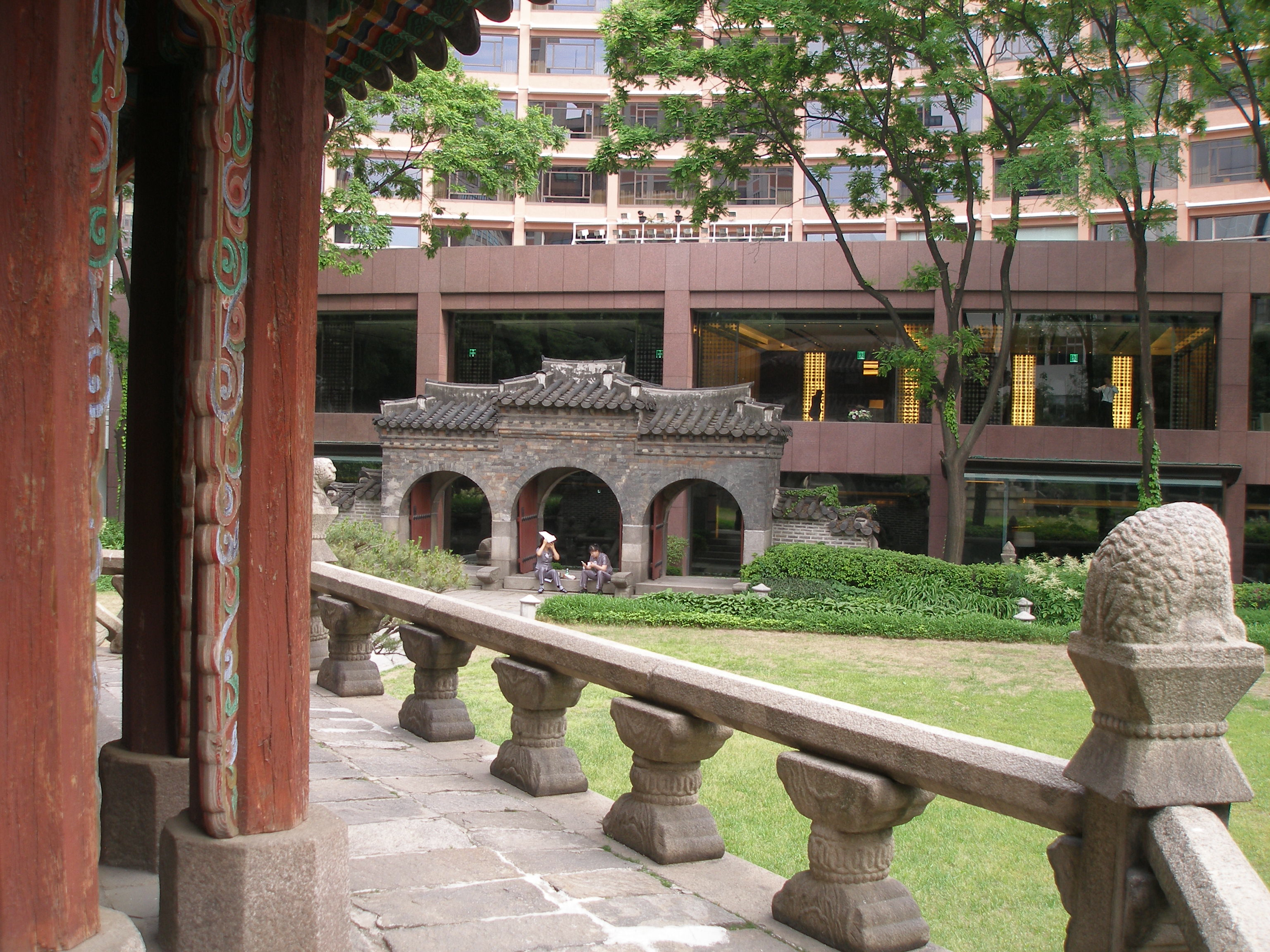
皇穹宇欄干
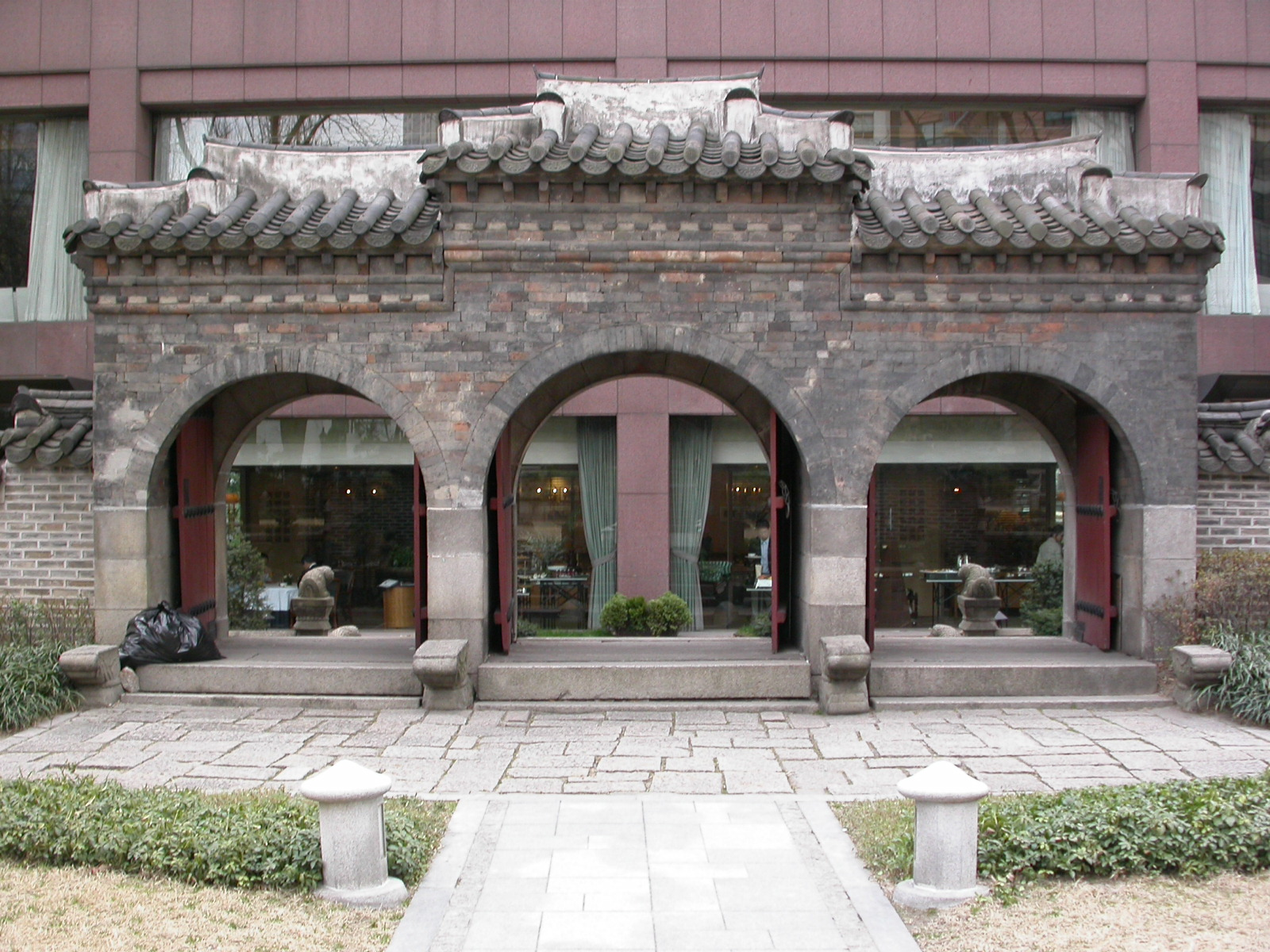
三門
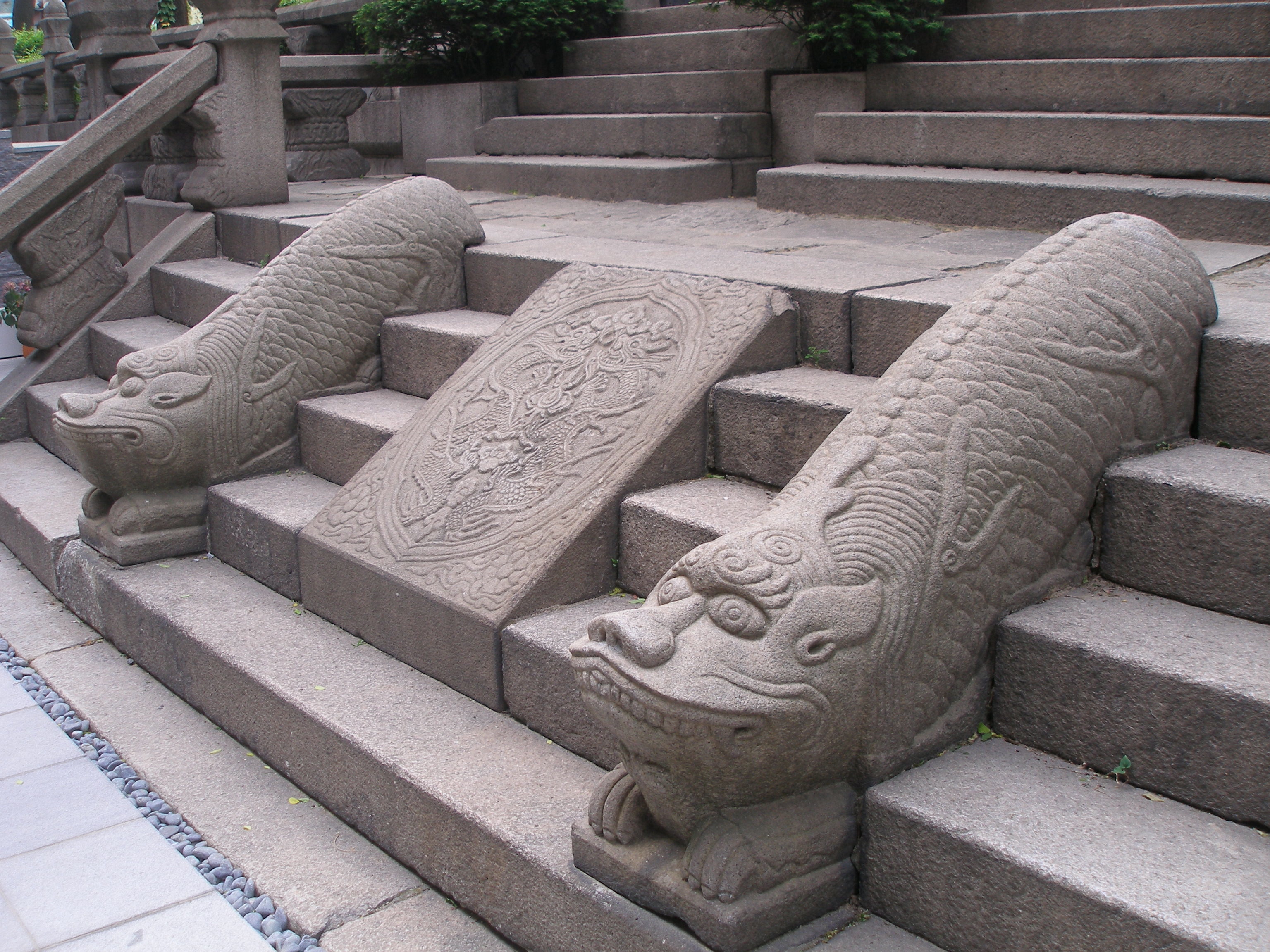
三門的階梯細節
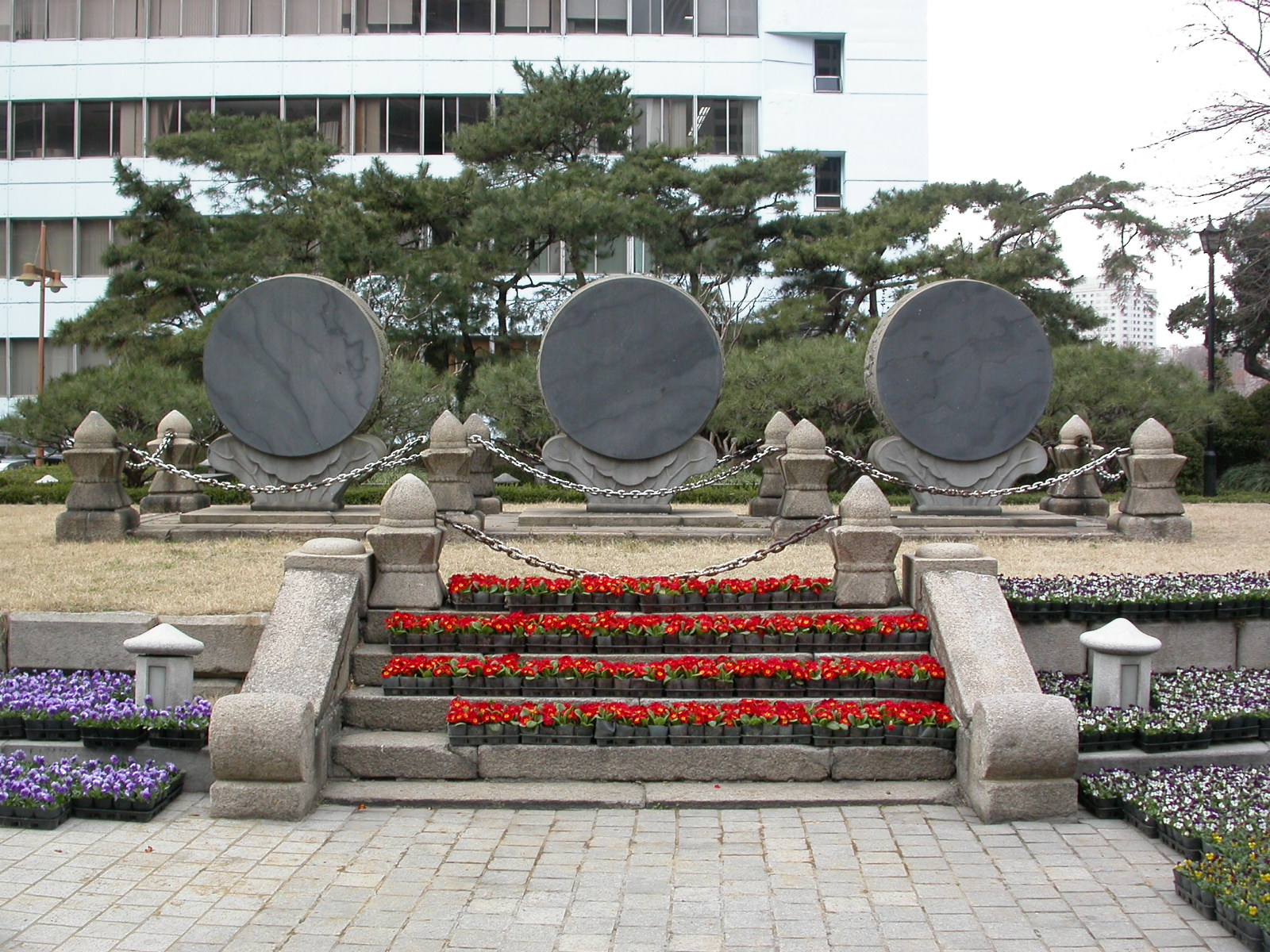
石鼓
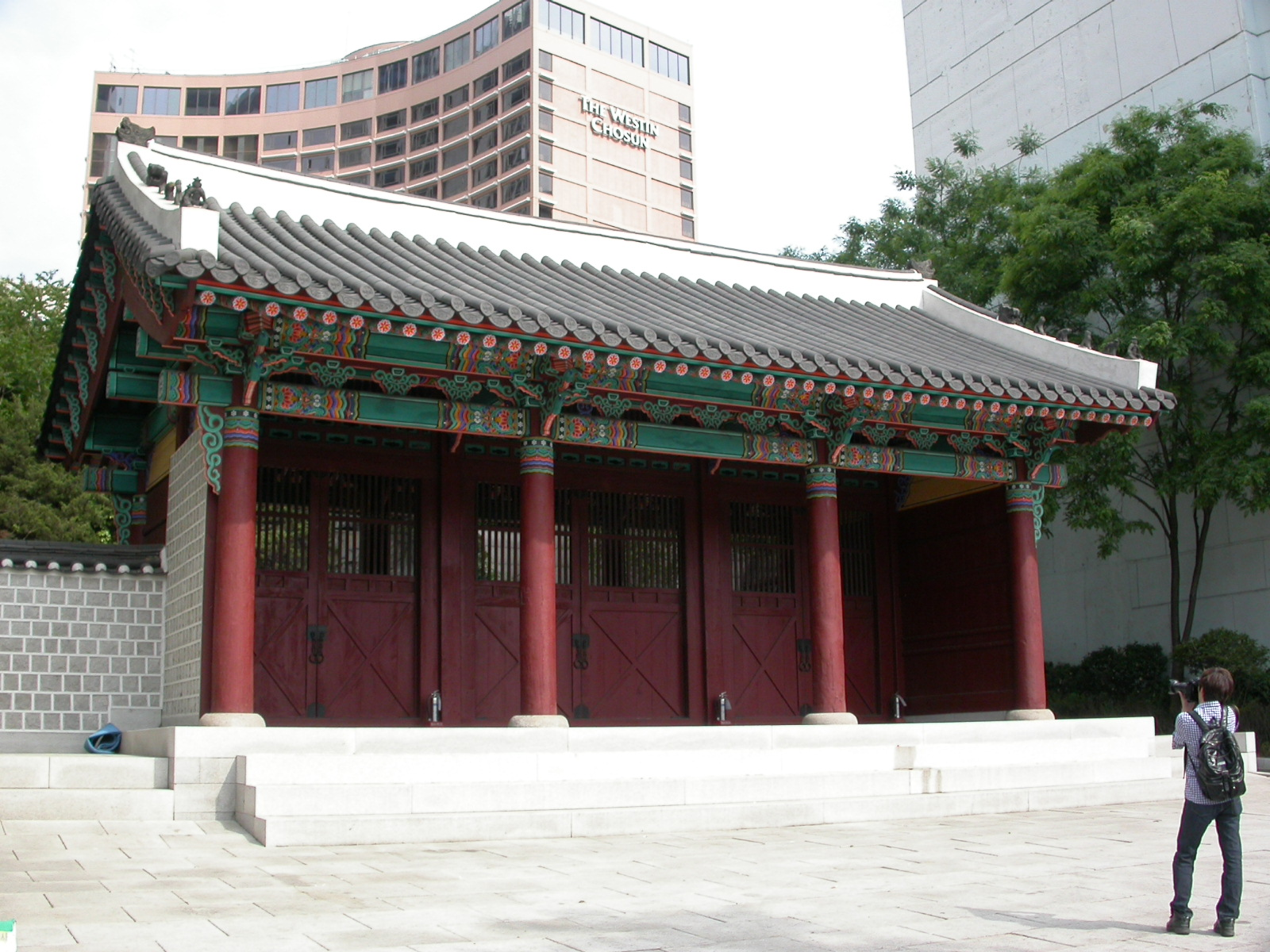
正門
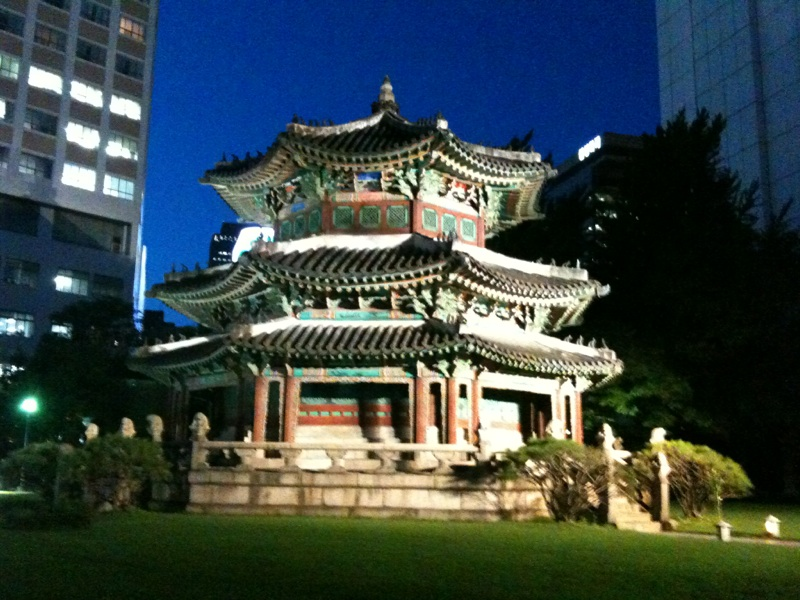
皇穹宇夜景